# Negra Modelo
Negra Modelo er et mexicansk øl mærke af typen Vienna lager som har vært produceret af Grupo Modelo siden 1926. Negra Modelo er et af de mest solgte mørke ølmærker i Mexico og en eksportudgave sælges både i USA og i store dele af Europa.